# Unforgettable... with Love
| Recensione | Giudizio |
| ---------- | -------- |
| AllMusic   |          |

Unforgettable... with Love, o più semplicemente Unforgettable, è il tredicesimo album in studio della cantante statunitense Natalie Cole, pubblicato nel 1991 dalla Elektra Records che ha venduto 14 milioni di copie. 
L'album è arrivato in prima posizione in Australia per sei settimane, negli Stati Uniti per cinque settimane ed in Nuova Zelanda per tre settimane. Arrangiamenti di Bill Holman.

## Tracce
1. The Very Thought of You – 4:16 (Noble)
2. It's Only a Paper Moon – 3:25 (Arlen, Harburg, Rose)
3. Route 66 (brano musicale) – 3:01 (Troup)
4. Mona Lisa – 3:46 (Evans, Livingston)
5. L-O-V-E – 2:31 (Gabler, Kaempfert)
6. This Can't Be Love – 2:14 (testo: Hart – musica: Rodgers)
7. Smile (Charlie Chaplin) – 3:38 (testo: Parsons, Turner – musica: Chaplin)
8. Lush Life (brano musicale) – 4:20 (Strayhorn)
9. That Sunday, That Summer – 3:31 (Sherman, Weiss)
10. Orange Colored Sky – 2:27 (DeLugg, Stein)
11. Medley – 7:32
12. Straighten up and Fly Right – 2:40 (Cole, Mills)
13. Avalon – 1:51 (DeSylva, Jolson, Rose)
14. Don't Get Around Much Anymore – 2:34 (Ellington, Russell)
15. Too Young – 4:32 (testo: Dee – musica: Lippman)
16. Nature Boy – 3:24 (Ahbez)
17. Darling, Je Vous Aime Beaucoup – 3:25 (Sosenko)
18. Almost Like Being in Love – 2:11 (testo: Lerner – musica: Loewe)
19. Thou Swell – 1:50 (testo: Hart – musica: Rodgers)
20. Non Dimenticar – 2:57 (testo: Dobbins, Galdieri – musica: Redi)
21. Love Is Here to Stay – 3:29 (testo: I. Gershwin – musica: G. Gershwin)
22. Unforgettable (Irving Gordon) (duetto con Nat King Cole) – 3:28 (Gordon)

## Classifiche
| Classifica (1991-1992)               | Posizione massima |
| ------------------------------------ | ----------------- |
| Australia                            | 1                 |
| Nuova Zelanda                        | 1                 |
| Germania                             | 32                |
| Italia                               | 5                 |
| Norvegia                             | 9                 |
| Regno Unito                          | 11                |
| Stati Uniti                          | 1                 |
| Stati Uniti (Top Jazz Albums)        | 1                 |
| Stati Uniti (Top R&B/Hip-Hop Albums) | 5                 |
| Svezia                               | 18                |
| Svizzera                             | 15                |

### Classifiche di fine anno
| Classifica (1991) | Posizione |
| ----------------- | --------- |
| Stati Uniti       | 18        |
| Classifica (1992) | Posizione |
| Italia            | 20        |

### Classifiche di fine decennio
| Classifica (1990-1999) | Posizione |
| ---------------------- | --------- |
| Stati Uniti            | 47        |

## Riconoscimenti
- 1992 - Grammy Award
  - Album dell'anno a André Fischer, David Foster, Natalie Cole e Tommy LiPuma
  - Grammy Award alla registrazione dell'anno
  - Miglior interpretazione vocale traditional pop a Natalie Cole
  - Best Engineered Album, Non-Classical a Al Schmitt, Armin Steiner, David Reitzas e Woody Woodruff